# یاکوب یوگاس
یاکوب یوگاس (چکی: Jakub Jugas؛ زادهٔ ۵ مهٔ ۱۹۹۲) بازیکن فوتبال اهل جمهوری چک است.
از باشگاه‌هایی که در آن بازی کرده‌است می‌توان به باشگاه فوتبال اسلاویا پراگ، باشگاه فوتبال باومیت یابلونتس، باشگاه فوتبال فاستاو زلین، و باشگاه فوتبال زبرویوفکا برنو اشاره کرد.
وی همچنین در تیم‌های ملی فوتبال زیر ۲۱ سال جمهوری چک، و جمهوری چک بازی کرده‌است.